# Luka Šulić
Luka Šulić, né le 25 août 1987 à Maribor, est un violoncelliste slovène.
Il est membre de 2Cellos, avec Stjepan Hauser.

## Biographie

### Jeunesse
Il est né à Maribor en Slovénie. Božo, son père, est venu de Dubrovnik en Croatie pour vivre en Slovénie et sa mère, Alja, est originaire de Izola en Slovénie. Son père est aussi violoncelliste et de nombreux membres de sa famille sont musiciens.

### Carrière
Luka Šulić se produit à travers le monde combinant concerts classiques en solo et avec son partenaire. Il a remporté des prix aux prestigieux concours internationaux de musique, y compris les premières et prix spéciaux au VII Lutosławski International de Violoncelle à Varsovie (2009),, le premier prix à l'Union européenne de radio-télévision Nouveaux Talents(2006) et le premier prix à l'Académie royale de musique au Wigmore Hall (2011).
Il a donné des solos et des musiques de chambre en Europe, en Amérique du Sud et au Japon dans de grandes salles comme le Wigmore Hall, le Concertgebouw d'Amsterdam, de Vienne, en tant que soliste, où il se produit avec des orchestres tels que la Deutsche Philharmonie, l'Australian Chamber Orchestra, l'orchestre philharmonique de Varsovie, l'Orchestre symphonique russe et d'autres,.
Šulić a commencé son éducation musicale à Maribor quand il avait cinq ans. À quinze ans, il est devenu l'un des plus jeunes élèves à entrer à l'Académie de musique de Zagreb dans la classe du Professeur Valter Dešpalj, où il est diplômé alors qu'il n'est âgé que de 18 ans. Il a poursuivi ses études à Vienne avec le Professeur Reinhard Latzko. Šulić obtient son diplôme de master avec les Tapis Lidstrom à la Royal Academy of Music de Londres en 2011.
Son succès public a débuté quand il a décidé de joindre ses forces avec son ami et ancien rival violoncelliste Stjepan Hauser. En janvier 2011, ils ont mis en ligne une version violoncelle de Smooth Criminal de Michael Jackson sur YouTube. En quelques semaines, leur vidéo est devenue virale, recevant plus de 7 millions de vues,,. Cela a conduit à un contrat d'enregistrement avec Sony Masterwprks et à une invitation à se joindre à Elton John sur sa tournée mondiale,.
Le duo est également apparu à la télévision lors d'émissions comme The Tonight Show avec Jay Leno, de même qu'au Ellen DeGeneres Show (deux fois en 6 mois) et la télévision Stefan Raab, total en Allemagne,.
En janvier 2012, ils apparaissaient comme des invités musicaux de Fox à la série télévisée à succès Glee, où ils ont joué Smooth Criminal de Michael Jackson. Une première.
En mai 2018, pour la finale de la Ligue des champions de l'UEFA 2017-2018 à Kiev qui oppose le Real Madrid au Liverpool FC, il joue l'hymne officiel de la Ligue des champions avec Stjepan Hauser,.